# ÅLAND (företag)
ÅLAND (koreanska: 에이랜드) är ett sydkoreanskt företag som säljer mode och kosmetika. Företaget grundades i Seoul av systrarna Kinam Jung och Jung Eun Jung år 2005. Förutom i Sydkorea har företaget butiker i Hongkong, USA, Japan, Indonesien och Thailand. Företaget säljer modeprodukter från nya koreanska designers. Åland är en av de mest populära återförsäljarna av mode i Sydkorea. År 2024 hade Åland totalt 15 butiker i Sydkorea och 6 butiker utomlands.

## Namn
Företaget berättar att dess namn kommer från en sällsynt fisk som lever på Åland. En variant av företagets logotyp föreställer en fisk med en cirkel i blå färg som utgår från bokstaven Å. Id, som också lever i åländska vatten, heter aland på tyska.